# 27622 Richardbaker
27622 Richardbaker este o planetă minoră (asteroid), cu un diametru de 2,25 km, din centura de asteroizi. A fost descoperită pe 24 mai 2001 la Stația Anderson Mesa de Lowell Observatory Near-Earth-Object Search. 
Obiectul prezintă o orbită caracterizată de o semiaxă mare de 2,5431333 UAi, o excentricitate de 0,12, o înclinație de 5,16902 ° în raport cu ecliptica.